# 60 Herculis
60 Herculis, som är stjärnans Flamsteed-beteckning, är en ensam stjärna i den västra delen av stjärnbilden Herkules. Den har en  skenbar magnitud på ca 4,87 och är synlig för blotta ögat där ljusföroreningar ej förekommer. Baserat på parallaxmätning inom Hipparcosuppdraget på ca 24,4 mas, beräknas den befinna sig på ett avstånd på ca 134 ljusår (ca 41 parsek) från solen. Den rör sig närmare solen med en heliocentrisk radialhastighet på ca –4 km/s.

## Egenskaper
60 Herculis är en blå till vit stjärna i huvudserien av spektralklass A3V, men tidigare studier gav emellertid den en luminositetsklass av IV, vilket antydde att den skulle vara en underjättestjärna. Den har en massa som är ca 1,9 solmassor, en radie som är ca 1,9 solradier och utsänder ca 17 gånger mera energi än solen från dess fotosfär vid en effektiv temperatur på ca 8 300 K.
60 Herculis har en hög projicerad rotationshastighet på 117 km/s, vilket ger den en ekvatoriell radie som är 5 procent större än stjärnans polarradie.